# Fabio García
Fabio García, destacado deportista colombiano de la especialidad de bolos quien fue campeón de Centroamérica y del Caribe en Mayagüez 2010.

## Trayectoria
La trayectoria deportiva de Fabio García se identifica por su participación en los siguientes eventos nacionales e internacionales:

### Juegos Centroamericanos y del Caribe
Fue reconocido su triunfo de ser un deportista multimedalla de la selección de  Colombia en los juegos de Mayagüez 2010.

#### Juegos Centroamericanos y del Caribe de Mayagüez 2010
Su desempeño en la vigésima primera edición de los juegos, se identificó por ser el tricentésimo quincuagésimo deportista con el mayor número de medallas entre todos los participantes del evento, con un total de 2 medallas:

- , Medalla de plata: Equipos
- , Medalla de bronce: Dobles

## Campeonato Mundial de Bolos
García junto a Jaime Monroy, Jorge Romero, Manuel Otalora y Jaime Gómez ganaron la medalla de bronce por equipos en el Campeonato Mundial de Mayores Masculino de Bolos realizado en Múnich 2010.
- , Medalla de bronce: Equipo Hombres